# Tríncul (satèl·lit)
Tríncul, també conegut com a Urà XXI (designació provisional S/2001 U 1), és un satèl·lit irregular retrògrad d'Urà. Va ser descobert per Holman et al. el 13 d'agost de 2001.
Tríncul va ser anomenat en honor del bufó Tríncul de l'obra de teatre de William Shakespeare La tempesta.